# Gmina Blåvandshuk
Gmina Blåvandshuk (duń. Blåvandshuk Kommune) – w latach 1970-2006 (włącznie) jedna z gmin w Danii w okręgu Ribe Amt. 
Siedzibą władz gminy było miasto Oksbøl. 
Gmina Blåvandshuk została utworzona 1 kwietnia 1970 na mocy reformy podziału administracyjnego Danii. Po kolejnej reformie w 2007 r. weszła w skład nowej gminy Varde.

## Dane liczbowe
- Liczba ludności: (♀ 2196 + ♂ 2182) = 4378
  - wiek 0-6: 8,0%
  - wiek 7-16: 15,9%
  - wiek 17-66: 61,9%
  - wiek 67+: 14,2%
- zagęszczenie ludności: 19,7 osób/km²
- bezrobocie: 3,5% osób w wieku 17-66 lat
- cudzoziemcy z UE, Skandynawii i USA: 119 na 10 000 osób
- cudzoziemcy z krajów Trzeciego Świata: 210 na 10 000 osób
- liczba szkół podstawowych: 1 (liczba klas: 32)